# Abraham Frimpong
Abraham Akwasi Frimpong (Accra, 6 aprile 1993) è un ex calciatore ghanese, di ruolo difensore.

## Caratteristiche tecniche
È un difensore centrale.

## Statistiche

### Presenze e reti nei club
Statistiche aggiornate al 3 giugno 2017.
| Stagione                 | Squadra                  | Campionato               | Campionato | Campionato | Coppe nazionali | Coppe nazionali | Coppe nazionali | Coppe continentali | Coppe continentali | Coppe continentali | Altre coppe | Altre coppe | Altre coppe | Totale | Totale |
| Stagione                 | Squadra                  | Comp                     | Pres       | Reti       | Comp            | Pres            | Reti            | Comp               | Pres               | Reti               | Comp        | Pres        | Reti        | Pres   | Reti   |
| ------------------------ | ------------------------ | ------------------------ | ---------- | ---------- | --------------- | --------------- | --------------- | ------------------ | ------------------ | ------------------ | ----------- | ----------- | ----------- | ------ | ------ |
| gen.-giu. 2012           | Napredak Kruševac        | PL                       | 9          | 0          | KS              | 0               | 0               |                    | -                  | -                  | -           | -           | -           | 9      | 0      |
| 2012-2013                | Napredak Kruševac        | PL                       | 9          | 0          | KS              | 1               | 0               |                    | -                  | -                  | -           | -           | -           | 17     | 0      |
| 2013-2014                | Napredak Kruševac        | SL                       | 21         | 0          | KS              | 1               | 0               |                    | -                  | -                  | -           | -           | -           | 22     | 0      |
| 2014-2015                | Napredak Kruševac        | SL                       | 17         | 0          | KS              | 1               | 0               |                    | -                  | -                  | -           | -           | -           | 18     | 0      |
| 2015-2016                | Napredak Kruševac        | PL                       | 18         | 0          | KS              | 2               | 0               |                    | -                  | -                  | -           | -           | -           | 20     | 0      |
| 2016-gen. 2017           | Napredak Kruševac        | SL                       | 13         | 0          | KS              | 0               | 0               |                    | -                  | -                  | -           | -           | -           | 13     | 0      |
| Totale Napredak Kruševac | Totale Napredak Kruševac | Totale Napredak Kruševac | 87         | 0          |                 | 5               | 0               |                    | -                  | -                  |             | -           | -           | 92     | 0      |
| gen.-giu. 2017           | Stella Rossa             | SL                       | 14         | 0          | KS              | 3               | 0               |                    | -                  | -                  | -           | -           | -           | 17     | 0      |
| Totale carriera          | Totale carriera          | Totale carriera          | 101        | 0          |                 | 8               | 0               |                    | -                  | -                  |             | -           | -           | 109    | 0      |

## Palmarès
- Campionato serbo di seconda divisione: 2

Napredak Kruševac: 2012-2013, 2015-2016
- Campionato serbo: 1

Stella Rossa: 2017-2018
- Campionato ungherese: 2

Ferencváros: 2018-2019, 2019-2020